# اولریچ سرنیک
اولریچ سرنیک (انگلیسی: Oldřich Černík؛ زاده ۲۷ اکتبر ۱۹۲۱ – درگذشته ۱۹ اکتبر ۱۹۹۴) سیاستمدار کمونیست اهل چکسلواکی بود.
اولریچ سرنیک از ۸ آوریل ۱۹۶۸ تا ۲۸ ژانویه ۱۹۷۰ نخست‌وزیر چکسلواکی بود.